# Barbara Richstein
Barbara Richstein (* 24. September 1965 in Sindelfingen) ist eine deutsche Politikerin (CDU). Sie war von 1999 bis 2024 Abgeordnete im Landtag Brandenburg und von 2019 bis 2024 dessen Vizepräsidentin. Von 2002 bis 2004 war sie Ministerin der Justiz und für Europaangelegenheiten des Landes Brandenburg.

## Leben
Nach dem Abitur in Tel Aviv 1983 studierte Barbara Richstein von 1984 bis 1990 Rechtswissenschaften an der Universität Bonn. Nach Tätigkeiten in der Immobilienwirtschaft von 1991 bis 1993 absolvierte sie von 1993 bis 1995 das Rechtsreferendariat. Von 1995 bis 1997 war sie Vorstandsreferentin der Jüdischen Gemeinde zu Berlin; seit 1997 ist sie als Rechtsanwältin zugelassen. Richstein ist katholisch und verheiratet. Sie lebt seit 1999 in Falkensee.

## Politik

### Partei
Richstein ist seit 1997 Mitglied der CDU. Sie war von 2002 bis 2021 stellvertretende Kreisvorsitzende der CDU Havelland und von Mai 2003 bis 2023 stellvertretende Landesvorsitzende der CDU Brandenburg.

### Landtagsabgeordnete
Bei der Landtagswahl 1999 wurde Richstein über die Landesliste der CDU als Abgeordnete in den brandenburgischen Landtag gewählt. Bei den Landtagswahlen 2004, 2009, 2014 und 2019 setzte sie sich im Wahlkreis Havelland II gegen die Wahlmitbewerber durch und zog somit jedes Mal direkt in den Landtag ein.
Richstein war von 1999 bis 2002 Vorsitzende des Rechtsausschusses und von 2009 bis 2014 Vorsitzende des Ausschusses für Europaangelegenheiten und Entwicklungspolitik. Von 2004 bis 2007 sowie erneut von 2015 bis 2019 war sie stellvertretende Vorsitzende der CDU-Landtagsfraktion. Von 2004 bis 2009 fungierte sie als europapolitische Sprecherin, von 2009 bis 2011 als europa- und medienpolitische Sprecherin, von 2011 bis 2014 als europa-, medien- und sportpolitische Sprecherin, von 2014 bis 2015 als Sprecherin für Kommunalpolitik und von 2015 bis 2019 als Sprecherin für Europa, Migration und Integration der CDU-Fraktion. 
Am 25. September 2019 wurde Richstein zur Vizepräsidentin des Landtages Brandenburg und gewählt und somit Stellvertreterin von Landtagspräsidentin Ulrike Liedtke (SPD). Zur Landtagswahl 2024 kandidierte sie nicht mehr und schied aus dem Parlament aus.

### Landesministerin
Am 2. August 2002 wurde Richstein auf Vorschlag des brandenburgischen CDU-Landesvorsitzenden Jörg Schönbohm von Ministerpräsident Matthias Platzeck zur Ministerin der Justiz und für Europaangelegenheiten ernannt. Sie gehörte der Landesregierung (Kabinett Platzeck I) bis Oktober 2004 an.

### Kommunalpolitik
Richstein war von 2008 bis 2022 Mitglied und von 2014 bis 2019 Vorsitzende der Stadtverordnetenversammlung Falkensee. Bei der Stichwahl für das Bürgermeisteramt am 11. Oktober 2015 unterlag sie mit einem Ergebnis von 7.560 zu 7.971 Stimmen dem Mitbewerber Heiko Müller (SPD). Richstein ist seit 2008 Mitglied des Kreistages Havelland, hier hat sie seit 2019 den Kreistagsvorsitz inne.

## Ehrenämter
Richstein ist seit 2018 Präsidentin des Brandenburger Leichtathletikverbandes und seit 2024 Bundesvorsitzende des Vereins Weisser Ring.